# Filmfare Awards (1977)
24-я церемония награждения Filmfare Awards прошла в городе Бомбей 22 июня 1977 года. На ней были отмечены лучшие киноработы на хинди, вышедшие в прокат до конца 1976 года.

## Список лауреатов и номинантов

### Основные премии
| Категории                         | Фото лауреатов          | Лауреаты и номинанты                                                            | Фильмы                                                      | Роли                                                        |
| --------------------------------- | ----------------------- | ------------------------------------------------------------------------------- | ----------------------------------------------------------- | ----------------------------------------------------------- |
| Лучший фильм                      | Лучший фильм            | • «Chhoti Si Baat» (реж. Басу Чаттерджи, прод. Б. Р. Чопра)                     | • «Chhoti Si Baat» (реж. Басу Чаттерджи, прод. Б. Р. Чопра) | • «Chhoti Si Baat» (реж. Басу Чаттерджи, прод. Б. Р. Чопра) |
| Лучший фильм                      | Лучший фильм            | • «Chitchor» (реж. Басу Чаттерджи, прод. Тарачанд Барджатья)                    |                                                             |                                                             |
| Лучший фильм                      | Лучший фильм            | • «Любовь – это жизнь» (реж. и прод. Яш Чопра)                                  |                                                             |                                                             |
| Лучший фильм                      | Лучший фильм            | • «Путешествие в прошлое» / «Погода» (реж. Гулзар, прод. П. Малликхарджуна Рао) |                                                             |                                                             |
| Лучший фильм                      | Лучший фильм            | • «Tapasya» (реж. Анил Гангули, прод. Тарачанд Барджатья)                       |                                                             |                                                             |
| Лучшая режиссёрская работа        |                         | • Басу Чаттерджи                                                                | «Chhoti Si Baat»                                            | «Chhoti Si Baat»                                            |
| Лучшая режиссёрская работа        | • Басу Чаттерджи        | «Chitchor»                                                                      | «Chitchor»                                                  |                                                             |
| Лучшая режиссёрская работа        | • Гулзар                | «Путешествие в прошлое» / «Погода»                                              | «Путешествие в прошлое» / «Погода»                          |                                                             |
| Лучшая режиссёрская работа        | • Раджкумар Кохли       | «Кобра»                                                                         | «Кобра»                                                     |                                                             |
| Лучшая режиссёрская работа        | • Яш Чопра              | «Любовь – это жизнь»                                                            | «Любовь – это жизнь»                                        |                                                             |
| Лучшая мужская роль               |                         | • Амитабх Баччан                                                                | «Любовь – это жизнь»                                        | Амитабх «Амит» Мальхотра                                    |
| Лучшая мужская роль               | • Амол Палекар          | «Chhoti Si Baat»                                                                | Арун Прадип                                                 |                                                             |
| Лучшая мужская роль               | • Дилип Кумар           | «Bairaag»                                                                       | Кайлаш и его сыновья Бхоленатх и Санджай                    |                                                             |
| Лучшая мужская роль               | • Санджив Кумар         | «Арджун Пандит»                                                                 | Арджун Пандит                                               |                                                             |
| Лучшая мужская роль               | • Санджив Кумар         | «Путешествие в прошлое»                                                         | доктор Аманатх Гилл                                         |                                                             |
| Лучшая женская роль               |                         | • Хема Малини                                                                   | «Возлюбленная»                                              | куртизанка Ратна, цыганка Джхумри                           |
| Лучшая женская роль               | • Ракхи                 | «Любовь – это жизнь»                                                            | Пуджа Кханна                                                |                                                             |
| Лучшая женская роль               | • Ракхи                 | «Tapasya»                                                                       | Индрани Синха                                               |                                                             |
| Лучшая женская роль               | • Рина Рой              | «Кобра»                                                                         | Нагин                                                       |                                                             |
| Лучшая женская роль               | • Шармила Тагор         | «Путешествие в прошлое» / «Погода»                                              | Чанда Тхапа, её дочь Каджли                                 |                                                             |
| Лучшая мужская роль второго плана |                         | • Ашок Кумар                                                                    | «Chhoti Si Baat»                                            | полковник Дж. Н. В. Сингх                                   |
| Лучшая мужская роль второго плана | • Прем Чопра            | «Два незнакомца»                                                                | Ронджит Малик                                               |                                                             |
| Лучшая мужская роль второго плана | • Прем Чопра            | «Возлюбленная»                                                                  | Аппа                                                        |                                                             |
| Лучшая мужская роль второго плана | • Шаши Капур            | «Любовь – это жизнь»                                                            | Виджай Кханна                                               |                                                             |
| Лучшая мужская роль второго плана | • Винод Кханна          | «Сердцеед»                                                                      | Аджай Пирачанд                                              |                                                             |
| Лучшая женская роль второго плана |                         | • Аша Парекх                                                                    | «Udhar Ka Sindur»                                           | Шанта                                                       |
| Лучшая женская роль второго плана | • Бинду                 | «Арджун Пандит»                                                                 | жена доктора                                                |                                                             |
| Лучшая женская роль второго плана | • Дина Патхак           | «Путешествие в прошлое» / «Погода»                                              | Гангу Рани                                                  |                                                             |
| Лучшая женская роль второго плана | • Каджри                | «Молодая жена»                                                                  | Чандра                                                      |                                                             |
| Лучшая женская роль второго плана | • Вахида Рехман         | «Любовь – это жизнь»                                                            | Анжали Мальхотра                                            |                                                             |
| Лучшее исполнение комической роли |                         | • Асрани                                                                        | «Chhoti Si Baat»                                            | Надеш Шастри                                                |
| Лучшее исполнение комической роли | • Асрани                | «Молодая жена»                                                                  | Шарат                                                       |                                                             |
| Лучшее исполнение комической роли | • Девен Варма           | «Арджун Пандит»                                                                 | Нарен                                                       |                                                             |
| Лучшее исполнение комической роли | • Девен Варма           | «Ek Se Badhkar Ek»                                                              | констебль Луркурам                                          |                                                             |
| Лучшее исполнение комической роли | • Мехмуд                | «Sabse Bada Rupaiya»                                                            | Неки Рам                                                    |                                                             |
| Лучший сюжет                      |                         | • Ашапурна Деви                                                                 | «Tapasya»                                                   | «Tapasya»                                                   |
| Лучший сюжет                      | • Балайчанд Мкхопадхьяй | «Арджун Пандит»                                                                 | «Арджун Пандит»                                             |                                                             |
| Лучший сюжет                      | • Гулшан Нанда          | «Возлюбленная»                                                                  | «Возлюбленная»                                              |                                                             |
| Лучший сюжет                      | • Камлешвар             | «Путешествие в прошлое» / «Погода»                                              | «Путешествие в прошлое» / «Погода»                          |                                                             |
| Лучший сюжет                      | • Памела Чопра          | «Любовь – это жизнь»                                                            | «Любовь – это жизнь»                                        |                                                             |

### Музыкальные премии
| Категории                       | Фото лауреатов       | Лауреаты и номинанты               | Фильмы                             | Песни                     |
| ------------------------------- | -------------------- | ---------------------------------- | ---------------------------------- | ------------------------- |
| Лучшая музыка к песне           |                      | • Кальянджи-Ананджи                | «Bairaag»                          | «Bairaag»                 |
| Лучшая музыка к песне           | • Хайям              | «Любовь – это жизнь»               | «Любовь – это жизнь»               |                           |
| Лучшая музыка к песне           | • Мадан Мохан        | «Путешествие в прошлое» / «Погода» | «Путешествие в прошлое» / «Погода» |                           |
| Лучшая музыка к песне           | • Р. Д. Бурман       | «Возлюбленная»                     | «Возлюбленная»                     |                           |
| Лучшая музыка к песне           | • Равиндра Джайн     | «Chitchor»                         | «Chitchor»                         |                           |
| Лучшие слова к песне            |                      | • Ананд Бакши                      | «Возлюбленная»                     | «Mere Naina Sawan Bhadon» |
| Лучшие слова к песне            | • Гулзар             | «Путешествие в прошлое» / «Погода» | «Dil Dhoonta Hai»                  |                           |
| Лучшие слова к песне            | • Маджрух Султанпури | «Перехитрить судьбу»               | «Ek Din Bik Jayenga»               |                           |
| Лучшие слова к песне            | • Сахир Лудхианви    | «Любовь – это жизнь»               | «Main Pal Do Pal Ka Shayar»        |                           |
| Лучшие слова к песне            | • Сахир Лудхианви    | «Любовь – это жизнь»               | «Kabhie Kabhie Mere Dil Mein»      |                           |
| Лучший мужской закадровый вокал |                      | • Махендра Капур                   | «Fakira»                           | «Sunke Teri Pukar»        |
| Лучший мужской закадровый вокал | • Мукеш              | «Перехитрить судьбу»               | «Ek Din Bik Jayenga»               |                           |
| Лучший мужской закадровый вокал | • Мукеш              | «Любовь – это жизнь»               | «Main Pal Do Pal Ka Shayar»        |                           |
| Лучший мужской закадровый вокал | • Мукеш              | «Любовь – это жизнь»               | «Kabhie Kabhie Mere Dil Mein»      |                           |
| Лучший мужской закадровый вокал | • К. Дж. Йесудас     | «Chitchor»                         | «Gori Tera Gaon»                   |                           |
| Лучший женский закадровый вокал |                      | • Аша Бхосле                       | «Мститель»                         | «I Love You»              |
| Лучший женский закадровый вокал | • Хемлата            | «Chitchor»                         | «Tu Jo Mere Sur Me»                |                           |
| Лучший женский закадровый вокал | • Хемлата            | «Fakira»                           | «Sunke Teri Pukar»                 |                           |
| Лучший женский закадровый вокал | • Сулакшана Пандит   | «Sankoch»                          | «Bandhire Kahi Preet»              |                           |

### Премии критиков
| Категории                   | Фильмы-лауреаты                                              |
| --------------------------- | ------------------------------------------------------------ |
| Лучший художественный фильм | • «Королевская охота» (реж. Мринал Сен, прод. Раджешвар Рао) |
| Лучший документальный фильм | • «Marvel of Memory» (реж. Н. К. Иссар)                      |

### Технические премии
| Категории                            | Лауреаты          | Фильмы               |
| ------------------------------------ | ----------------- | -------------------- |
| Лучший диалог                        | • Сагар Сархади   | «Любовь – это жизнь» |
| Лучший сценарий                      | • Басу Чаттерджи  | «Chhoti Si Baat»     |
| Лучший монтаж                        | • Биджой Чаудхари | «Молодая жена»       |
| Лучшая операторская работа           | • Фали Мистри     | «Fakira»             |
| Лучшая работа художника-постановщика | • С. С. Самел     | «Fakira»             |
| Лучший звук                          | • П. Харикришан   | «Bairaag»            |

## Наибольшее количество номинаций и побед
- «Любовь – это жизнь» — 13 (4)
- «Путешествие в прошлое» — 8 (2)
- «Chhoti Si Baat» — 5 (1)
- «Chitchor» — 5 (1)
- «Возлюбленная» — 5 (0)